# Decennatherium
Decennatherium — викопний рід парнокопитних ссавців родини жирафових (Giraffidae). Існував у середньому міоцені (12-10 млн років тому) в Європі та Передній Азії. Скам'янілі рештки виду знайдені в Іспанії та Ірані. Ймовірно, рід розвинувся на Близькому Сході, а потім швидко поширився в Європі.